# Luca Scribani Rossi
Luca Scribani Rossi (* 29. Dezember 1960 in Rom) ist ein ehemaliger italienischer Sportschütze in der Disziplin Skeet.

## Erfolge
Luca Scribani Rossi nahm an drei Olympischen Spielen teil. Bei den Olympischen Spielen 1984 in Los Angeles erzielte er wie Ole Riber Rasmussen 196 Punkte und belegte damit den zweiten Rang hinter Matthew Dryke. Im Stechen um die Silbermedaille unterlag er schließlich mit zwei Fehlschüssen dem fehlerfreien Rasmussen. Die Spiele 1988 in Seoul und 1992 in Barcelona beendete er jeweils auf dem siebten Platz. 1981 in Tucumán und 1986 in Suhl wurde Scribani Rossi mit der Mannschaft Weltmeister. 1985 in Montecatini Terme und 1987 in Valencia sicherte er sich mit ihr zudem die Silbermedaille, 1982 in Caracas belegte er mit ihr den dritten Platz.